# Campeonato Mundial de Halterofilismo de 2010 - Até 48 kg feminino
A categoria até 48 kg feminino foi um evento do Campeonato Mundial de Halterofilismo de 2010, disputado no Centro de Exposição de Antália, em Antália, na Turquia, no dia 17 de setembro de 2010. 

## Calendário
Horário local (UTC+3)
| Dia                 | Horário | Fase    |
| ------------------- | ------- | ------- |
| 17 de setembro 2010 | 10:00   | Grupo C |
| 17 de setembro 2010 | 17:00   | Grupo B |
| 17 de setembro 2010 | 20:00   | Grupo A |

## Medalhistas
| Evento    | Ouro              | Ouro   | Prata             | Prata  | Bronze                    | Bronze |
| --------- | ----------------- | ------ | ----------------- | ------ | ------------------------- | ------ |
| Arranque  | Sibel Özkan (TUR) | 90 kg  | Tian Yuan (CHN)   | 88 kg  | Pramsiri Bunphithak (THA) | 83 kg  |
| Arremesso | Tian Yuan (CHN)   | 116 kg | Sibel Özkan (TUR) | 115 kg | Chen Wei-ling (TPE)       | 105 kg |
| Total     | Sibel Özkan (TUR) | 205 kg | Tian Yuan (CHN)   | 204 kg | Pramsiri Bunphithak (THA) | 186 kg |

## Recordes
Antes desta competição, o recorde mundial da prova era o seguinte:
| Recorde         | Tipo      | Atleta           | Peso   | Local         | Data                 |
| Recorde Mundial | Arranque  | Yang Lian (CHN)  | 98 kg  | Santo Domingo | 1 de outubro de 2006 |
| Recorde Mundial | Arremesso | Chen Xiexi (CHN) | 120 kg | Tai'an        | 21 de abril de 2007  |
| Recorde Mundial | Total     | Yang Lian (CHN)  | 217 kg | Santo Domingo | 1 de outubro de 2006 |

## Resultado
Os resultados foram os seguintes. 
| Pos.              | Atleta                      | Grupo | Peso  | Arranque (kg) | Arranque (kg) | Arranque (kg) | Arranque (kg)     | Arremesso (kg) | Arremesso (kg) | Arremesso (kg) | Arremesso (kg)    | Total |
| Pos.              | Atleta                      | Grupo | Peso  | 1             | 2             | 3             | Resultado         | 1              | 2              | 3              | Resultado         | Total |
| ----------------- | --------------------------- | ----- | ----- | ------------- | ------------- | ------------- | ----------------- | -------------- | -------------- | -------------- | ----------------- | ----- |
| Medalha de ouro   | Sibel Özkan (TUR)           | A     | 47.72 | 87            | 90            | 93            | Medalha de ouro   | 110            | 115            | 119            | Medalha de prata  | 205   |
| Medalha de prata  | Tian Yuan (CHN)             | A     | 47.83 | 82            | 86            | 88            | Medalha de prata  | 106            | 113            | 116            | Medalha de ouro   | 204   |
| Medalha de bronze | Pramsiri Bunphithak (THA)   | A     | 47.71 | 81            | 83            | 86            | Medalha de bronze | 103            | 103            | 105            | 4                 | 186   |
| 4                 | Chen Wei-ling (TPE)         | A     | 47.08 | 77            | 80            | 82            | 4                 | 98             | 102            | 105            | Medalha de bronze | 185   |
| 5                 | Im Jyoung-hwa (KOR)         | A     | 47.94 | 80            | 84            | 84            | 6                 | 100            | 104            | 104            | 7                 | 180   |
| 6                 | Marzena Karpińska (POL)     | A     | 47.87 | 80            | 83            | 83            | 5                 | 93             | 93             | 96             | 8                 | 176   |
| 7                 | Ryang Chun-hwa (PRK)        | A     | 47.40 | 75            | 75            | 80            | 10                | 100            | 100            | 100            | 6                 | 175   |
| 8                 | Panida Khamsri (THA)        | A     | 47.20 | 74            | 74            | 78            | 13                | 100            | 104            | 104            | 5                 | 174   |
| 9                 | Carolina Valencia (MEX)     | B     | 47.87 | 76            | 78            | 79            | 9                 | 95             | 98             | 98             | 10                | 171   |
| 10                | Shqiponja Brahja (ALB)      | B     | 47.94 | 73            | 77            | 80            | 7                 | 85             | 90             | 93             | 15                | 170   |
| 11                | Genny Pagliaro (ITA)        | B     | 47.68 | 75            | 75            | 78            | 11                | 90             | 93             | 95             | 11                | 168   |
| 12                | Margarita Yelisseyeva (KAZ) | B     | 47.81 | 72            | 76            | 78            | 8                 | 90             | 95             | 95             | 14                | 168   |
| 13                | Honami Mizuochi (JPN)       | B     | 47.93 | 75            | 75            | 78            | 12                | 92             | 95             | 95             | 12                | 167   |
| 14                | Estefanía Juan (ESP)        | B     | 47.58 | 70            | 70            | 75            | 15                | 90             | 93             | 95             | 9                 | 165   |
| 15                | Portia Vries (RSA)          | C     | 47.57 | 63            | 66            | 68            | 16                | 90             | 93             | 93             | 13                | 158   |
| 16                | Kelly Rexroad (USA)         | B     | 47.89 | 69            | 69            | 71            | 14                | 84             | 88             | 88             | 20                | 155   |
| 17                | Carolanni Reyes (DOM)       | B     | 47.86 | 65            | 68            | 68            | 21                | 83             | 87             | 87             | 17                | 152   |
| 18                | Giovanna D'Alessandro (ITA) | C     | 45.18 | 60            | 65            | 67            | 17                | 80             | 84             | 86             | 19                | 151   |
| 19                | María Vásquez (ECU)         | C     | 48.00 | 62            | 65            | 67            | 22                | 81             | 83             | 85             | 18                | 150   |
| 20                | Anaïs Michel (FRA)          | B     | 47.74 | 66            | 69            | 69            | 19                | 83             | 87             | 87             | 23                | 149   |
| 21                | Silviya Angelova (AZE)      | C     | 47.84 | 60            | 65            | 67            | 18                | 75             | 82             | 82             | 24                | 149   |
| 22                | Mahliyo Togoeva (UZB)       | C     | 47.92 | 60            | 64            | 67            | 23                | 82             | 84             | 86             | 21                | 148   |
| 23                | Elena Andrieș (ROU)         | C     | 47.62 | 63            | 63            | 66            | 24                | 83             | 83             | 83             | 22                | 146   |
| 24                | Anna Athanasiadou (GRE)     | C     | 47.93 | 62            | 62            | 66            | 20                | 75             | 80             | 82             | 27                | 146   |
| 25                | Santoshi Matsa (IND)        | C     | 47.97 | 58            | 62            | 62            | 25                | 77             | 79             | 81             | 25                | 143   |
| 26                | Marina Sisoeva (UZB)        | C     | 46.29 | 60            | 63            | 64            | 26                | 76             | 80             | 83             | 26                | 140   |
| 27                | Lilla Berki (HUN)           | C     | 46.82 | 42            | 45            | 45            | 27                | 53             | 56             | 60             | 28                | 101   |
| —                 | Masitoh (INA)               | B     | 47.13 | 70            | 70            | 70            | —                 | 88             | 91             | 91             | 16                | —     |
| DSQ               | Nurcan Taylan (TUR)         | A     | 47.88 | 90            | 93            | 99            | —                 | 112            | 116            | 121            | —                 | —     |